# Repubblica Astese (1797)
che figurava al sommo dell'altar maggiore della sua chiesa fu ornato

d'una bandiera in seta con entrovi le parole:
REPUBBLICA ASTESE

SOTTO LA PROTEZIONE DI S. SECONDO

Del pari ad un'altra piccola statua del medesimo santo che si teneva
 nel palazzo municipale fu apposta l'iscrizione:

LIBERTA' EGUAGLIANZA O MORTE

REPUBBLICA ASTESE

ANNO I»
(Grandi C.L., Repubblica di Asti nel 1797. Relazione dei fatti. Asti 1851)
La Repubblica Astese del 1797 fu una municipalità giacobina frutto degli eventi politici che portarono, tra il giugno e il luglio di quello stesso anno, alla proclamazione di un autogoverno popolare nella città di Asti in seguito ai fermenti rivoluzionari che attraversarono il Piemonte a causa della rivoluzione francese, della discesa di Napoleone in Italia ed all'armistizio di Cherasco del 27 - 28 aprile 1796.
Nella notte tra il 27 e il 28 luglio, un gruppo di cittadini, capeggiati dagli avvocati Secondo Arò, Gioachino Testa, Felice Berruti e il medico Secondo Berruti, contrari al governo sabaudo, proclamarono la Repubblica Astese.
A distanza di alcuni secoli, quell'effimera repubblica (durata solamente tre giorni) è considerata da più parti uno dei primi movimenti di presa di coscienza nazionale e di liberazione, che ebbero la loro conclusione il 20 settembre 1870 con la proclamazione dell'unità d'Italia.

## La situazione politica
La guerra contro la Francia rivoluzionaria, scoppiata nel 1792, si concluse il 15 aprile 1796, durante la Campagna d'Italia, con la vittoria di Napoleone sui Piemontesi a Millesimo, che li costrinse a ripiegare su Mondovì e Ceva.
Il 23 aprile i francesi entravano in Cherasco costringendo il generale Luigi Leonardo Colli di Felizzano all'armistizio.
L'armistizio di Cherasco, confermato in seguito dalla pace di Parigi del 15 maggio, portò Vittorio Amedeo III in una posizione di "grande dipendenza" verso il governo francese.

Luigi Colli Ricci, conte di Solbrito e marchese di Felizzano

Napoleone impose al Piemonte la cessione definitiva alla Francia della Savoia, di Nizza, Breglio e Tenda, il libero passaggio delle truppe francesi attraverso il territorio sabaudo, l'obbligo di rifiutare l'attracco nei propri porti a navi nemiche della Repubblica francese e l'asilo agli emigrati monarchici francesi con l'espulsione di quelli già presenti sul territorio sabaudo.
Alcune fortezze di frontiera, tra cui quella famosa della Brunetta a Susa considerata un gioiello di architettura militare, vennero abbattute.
Inoltre, il duca cedette temporaneamente le fortezze di Cuneo, Ceva, Alessandria e Tortona.
Unico punto a favore del regno di Sardegna fu la riacquisizione della città di Alba, costituitasi nel frattempo in autonoma repubblica rivoluzionaria.
La situazione finanziaria dello stato sabaudo era disastrosa: le spese per la guerra nel 1796 raggiunsero i trecento milioni ed il re era ricorso ad ogni mezzo, compreso quello di requisire le proprietà ecclesiastiche, per far fronte all'urto bellico dei transalpini.
Nelle campagne dell'Astigiano, come in tutto il Piemonte, i contadini erano ridotti allo strenuo, l'attività dei mulini sul Tanaro ferma, il commercio in città bloccato.
Alla generale insicurezza politica ed economica si aggiunsero le opposizioni dei giacobini piemontesi che da più parti reclamavano l'istituzione della Repubblica.
Il 16 ottobre 1796, Amedeo III morì presso il castello di Moncalieri colpito da apoplessia; a succedergli fu il figlio Carlo Emanuele IV, da molti considerato troppo debole per il difficile momento politico del Piemonte.

## I moti del piemonte meridionale

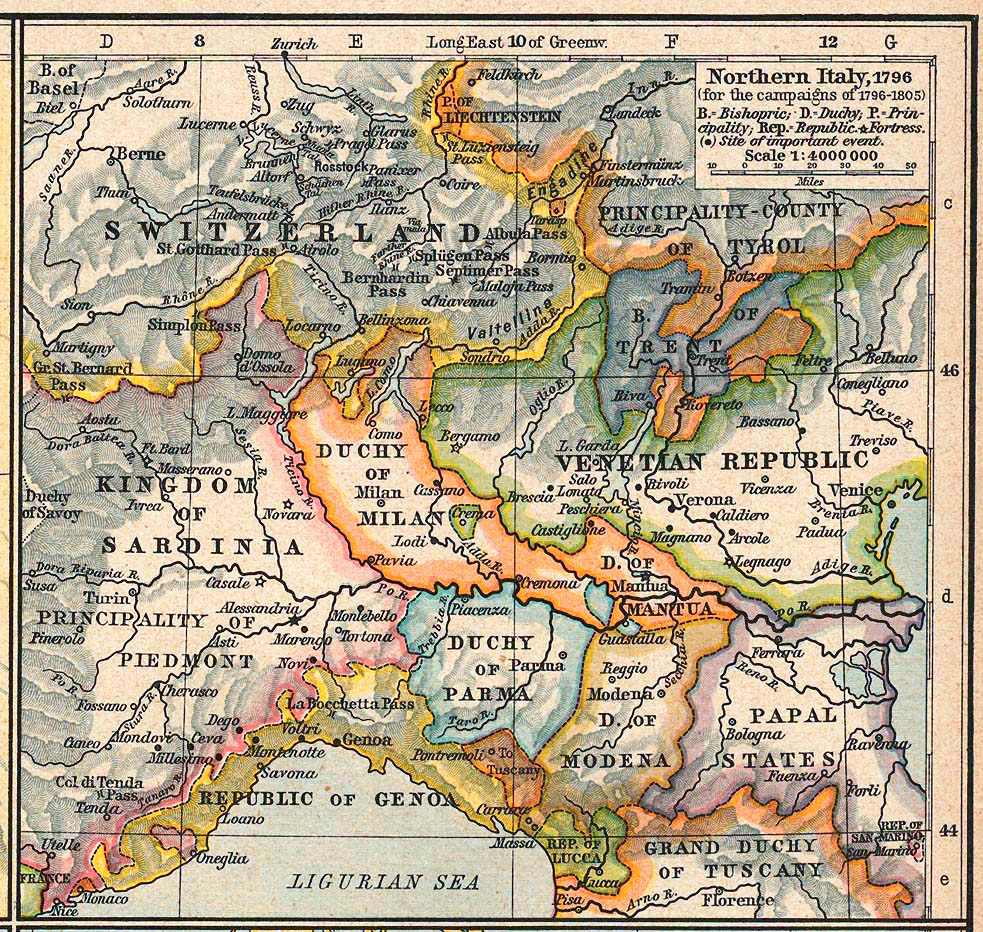
Cartina del Piemonte nel 1796

In seguito ai fatti bellici, il Piemonte piombò in una profonda crisi economica: il
persistere di dazi e gabelle ancora di origine feudale, uniti a una vertiginosa impennata dei prezzi del frumento e della meliga a causa di alcuni anni di cattivo raccolto, fecero sì che nel luglio del 1797 si verificarono in più zone del Piemonte meridionale moti insurrezionali.
A parte le sollevazioni avvenute ad Asti ed Alba, tutte le insurrezioni verificatesi erano votate più all'insoddisfazione della situazione economica che al sovvertimento dell'ordine politico vigente.
La prima località ad insorgere in tutto il Piemonte fu Fossano il 16 luglio 1796. Le principali rimostranze dei rivoluzionari che tra il 16 e 18 luglio si impossessarono del corpo di guardia facendo prigioniero il comandante militare, furono rivolte al ribasso del prezzo del grano che venne portato a 4,10 lire l'emina.
Appena saputo il nuovo prezzo del grano ottenuto dalla popolazione di Fossano, nella notte tra il 19 e 20 luglio insorse Racconigi e a ruota Savigliano, Genola, Levaldigi, Busca, Centallo, Cuneo e Bene Vagienna.
In alcune località gli insorti furono aiutati da bande di briganti, come per esempio a Piasco, dove il bandito Giovanni Battista Brugiafreddo si trasformò in capo-popolo, o a Polonghera dove il comando venne preso da Francesco Rivarossa.
A Racconigi famoso fu il brigante Tesio detto l'Abate che durante i tumulti ne approfittò unendosi ai contadini e assaltò i casali dei ricchi latifondisti derubandoli di oro, argento e denaro.
Intorno al 21 e 24 luglio la situazione a Racconigi, e di conseguenza nelle altre località, cominciò a normalizzarsi con l'arrivo degli emissari regi Brea di Rivera e il barone Nizzati, che moderatamente acconsentirono ad alcune richieste dei rivoltosi tra cui il mantenimento dell'attuale prezzo del grano, fino a che le città ne fossero nuovamente provviste.
Inoltre il re si impegnò ad elargire la somma di 15.000 lire a sostegno delle "pubbliche indigenze".
| Data                | Descrizione |
| ------------------- | --- |
| 14 giugno/24 giugno | Scontri tra le corporazioni dei mercanti e degli artigiani per il privilegio di portare il baldacchino durante la processione del Corpus Domini |
| 2 luglio            | sospensione della processione del Santissimo Sacramento per il perdurare delle tensioni |
| 21 luglio           | pressioni del popolo ad eleggere alla carica di canonico di San Secondo l'astigiano Vincenzo Pasetti. Nel pomeriggio agitazioni e canti rivoluzionari |
| 22 luglio           | proteste dei moltissimi contadini giunti al mercato del sabato per l'adeguamento del prezzo del grano. Assicurazione del Prefetto che promette l'abbassamento a 4,10 lire l'emina. Alcuni insorti occupano il Castelvecchio. Il Sindaco amplia il consiglio comunale a 40 unità per far fronte alle agitazioni degli insorti. |
| 24 luglio           | cambio nel consiglio comunale di alcuni uomini dell'amministrazione. Fanno il loro ingresso a furor di popolo: Arò, G.Testa, Peracchio, Aimasso, Berruti, ed il moderato conte Gabuti di Bestagno. |
| 25 luglio           | il consiglio della città si autodefinisce "Governo provvisorio" |
| 28 luglio           | viene proclamata la "Repubblica astese" con il motto Libertà, Uguaglianza o Morte |
| 30 luglio           | l'ala più moderata del consiglio cittadino si ricrede e decide di inviare una supplica al re chiedendo perdono. Con l'aiuto di buona parte della popolazione insorge contro i rivoluzionari che si trincerano nel Castelvecchio abbandonato poi nella notte                                                                   |
| 2 agosto            | fucilazione di Arò e F. Berruti |
| 3 agosto            | fucilazione di Testa e G. S. Berruti |

Proprio mentre sembrava che il malcontento popolare fosse reincanalato nei binari della normalità, il 23 luglio scoppiarono i primi tumulti a Cavallermaggiore, Mondovì, Magliano Alpi e Dronero.
I tumulti si svilupparono a macchia d'olio verso nord ai confini con l'astigiano coinvolgendo Montà d'Alba, poi San Damiano d'Asti, Canale, Tonco, Oviglio e Moncalvo il cui epicentro, Asti, insorse il 23 - 24 luglio.
Oviglio fu una delle località più tenaci all'opposizione, tornando all'ordine soltanto il 5 agosto.
Il 27 - 28 luglio, mentre Fossano ormai chinava il capo al re di Sardegna con l'intercessione del Morozzo viste anche le dure repressioni a Racconigi e ad alcune località limitrofe, scoppiò una seconda ondata di tumulti nel Cuneese.
Questa volta però vennero coinvolte Revello e le comunità montane di Sanfront, Gambasca, Rifreddo.
La situazione divenne estremamente delicata perché Saluzzo rischiava di essere coinvolta nei disordini e quindi dare la miccia a tutte le piccole località della val Maira e val Varaita.
La repressione fu molto dura e durò per diversi mesi. L'arrivo di truppe da Cuneo comandate dal De Varax e l'arresto dei capi degli insorti (Stefano Roccavilla, Giuseppe Nicolino, Vittorio Lardone) mise un freno ai tumulti anche se la situazione non migliorò ed anzi si trascinò negli anni a venire.
Il Casalese e l'Alessandrino furono coinvolte solo marginalmente con i tumulti a Fubine del 31 luglio, Casorzo, Montiglio Monferrato e Valenza.

## La repubblica astese

### I primi tumulti
Quel potere che si fondò

Sopra tante iniquità

Balliam la Carmagnola

Viva la Libertà»
(canto rivoluzionario detto "La Carmagnola")
Le prime tensioni ad Asti si verificarono all'inizio di luglio, per la processione del SS. Sacramento che fu oggetto di dispute tra i confratelli della compagnia di San Secondo i quali volevano sostituire i mercanti, che tradizionalmente sorreggevano il baldacchino del corpo di San Secondo, con gli artisti.
Il 21 luglio a furor di popolo venne eletto canonico della Collegiata don Vincenzo Pasetti, che da alcuni anni lavorava instancabilmente al servizio della parrocchia e dei poveri della città.
Nel pomeriggio da più parti si sentivano i canti rivoluzionari della "carmagnola" e del "ça ira".
Il 22 luglio 1797, presso il "mercato del santo" del sabato, in piazza San Secondo, si radunò una straordinaria quantità di grano legata alla difficoltà di poterlo collocare nelle località in cui erano scoppiati i primi tumulti e dove il prezzo era stato forzosamente ridotto.
Alle 11.00 di quello stesso giorno, il Prefetto fu costretto ad adeguare il prezzo delle granaglie a quello degli altri centri in seguito alle proteste del popolo.
Intorno alle 12.00 alcuni agitatori forzarono le porte della Torre Troyana e del campanile di San Secondo e suonarono le campane a "martello". Accorsero sulla piazza cinquanta granatieri comandati dal conte Michele De Rossi di Santarosa e Pomarolo; scoppiarono dei tumulti con i popolani dove rimase ucciso Antonio Botta. Questa fu la scintilla che fece scoppiare la rivolta.
La folla inferocita occupò il Municipio e il Castelvecchio comandato dal maggiore Ardizzone. Il comandante Signoris, piegandosi alle richieste degli insorti, fece ritirare i suoi soldati nel Quartiere Nuovo (o delle caserme) e consegnò le armi all'avvocato Peracchio acclamato Capitano del Popolo.

### Nascita della Repubblica
Il sindaco di Asti, Giovanni Ruggero Piumazzo, il 22 luglio dispose un'assemblea straordinaria dove deliberò che per fronteggiare l'emergenza ampliava il consiglio comunale a 40 elementi.
Il 23 luglio venne organizzata una truppa di cavalleria popolare capeggiata da un certo Giordano di Castell'Alfero "già chierico e indi dragone" La sede della cavalleria fu l'albergo del Leon d'Oro sull'attuale via Cavour, di proprietà di Peracchio.
Il 24 luglio venne eletta una nuova amministrazione. Presieduta dal moderato conte Gabuti di Bistagno, comprendeva: Secondo Arò (avvocato), Gioachino Testa (avvocato), Michele Peracchio (avvocato), Felice Berruti (avvocato), Giacinto Paglieri (causidico), Giuseppe Maria Poncini (causidico), Giacomo Gardini(causidico), Francesco Morando (causidico), Filippo Massa (causidico), Ludovico Riccardi (panettiere), Giovan Battista Testa (oste), Vincenzo Aimasso (macellaio).

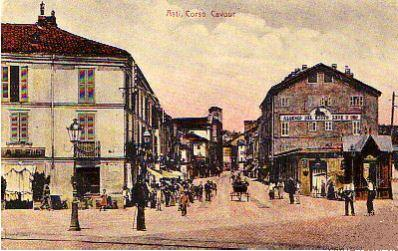
Via Cavour a fine XIX secolo; sulla destra in primo piano l'Albergo del Leon d'Oro, sede della cavalleria astese.

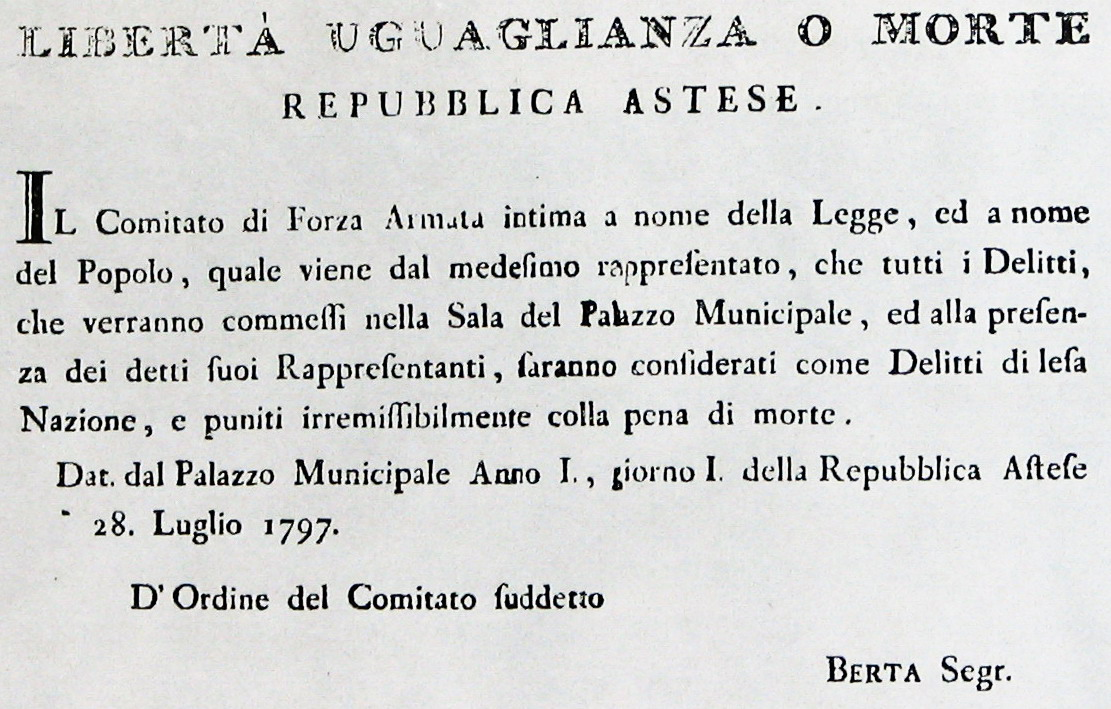
Il primo editto della Repubblica Astese

Il 25 luglio venne proclamato il governo provvisorio costituito da tre Comitati: Forza armata, Sussistenza e Polizia.
Il 27 luglio, l'ala più moderata del Consiglio capeggiata da Bertarone, Gardini e Poncini, alla proposta di Gian Secondo Berruti di costituire una repubblica Democratica, si oppose, dicendo che la costituzione del governo provvisorio avrebbe dovuto sopperire solamente alle emergenze di carattere annonario, che i membri dell'assemblea non rappresentavano l'intera popolazione astigiana e quindi il passaggio al regime repubblicano sarebbe dovuto avvenire con il consenso popolare tramite elezioni segrete di tutti i capi famiglia della città.
A queste parole l'ala radicale insorse minacciando i moderati. Queste fece sì che Bertarone e i suoi abbandonassero l'aula. Il capo popolo Aimasso, rimasto in consiglio con l'ala più rivoluzionaria, proclamò la Repubblica Astese ...un'ora dopo la mezzanotte. La coccarda bianca e rossa e il motto "Libertà eguaglianza o morte" furono i distintivi della Repubblica.
Nelle ore seguenti avvenne anche la visita del vescovo che celebrò un Te Deum nella Collegiata.
I neorepubblicani inviarono lettere di "fratellanza" alle città di Alessandria, Tortona, Casale ed Acqui invitandole alla sollevazione, ma senza risposta. Anche le missive inviate alle località in quel periodo in tumulto come Moncalvo, Tonco, Calliano, San Damiano, Tigliole non furono accolte di buon grado: l'amministrazione di Canelli bruciò la circolare astigiana ed a Canale d'Alba venne arrestato l'emissario Giovanni Ratto.
Anche le richieste di aiuto verso Napoleone furono disattese, il Bonaparte fece sapere al marchese di San Marzano che
Già il giorno dopo l'ala moderata del Congresso sollevò le proprie rimostranze, lasciando trasparire un malcontento e uno scontento generale.
Anche il Testa si accorse di questo " malessere " in città e lo fece presente all'Arò che veniva indicato da più parti come il fautore di questa situazione. Egli parlò al consiglio dichiarando che se era considerato la causa di tutti i mali della Repubblica, non avrebbe avuto nessuna remora a costituirsi prigioniero nel Castelvecchio. A quel punto tutti gli astanti, compreso il Bertarone (suo acerrimo avversario) rifiutarono la decisione dell'Arò ed anzi, al termine della giornata lo proclamarono Presidente della Repubblica.

### Epilogo
(Stefano Giuseppe Incisa, dal Giornale di Asti, 1797)

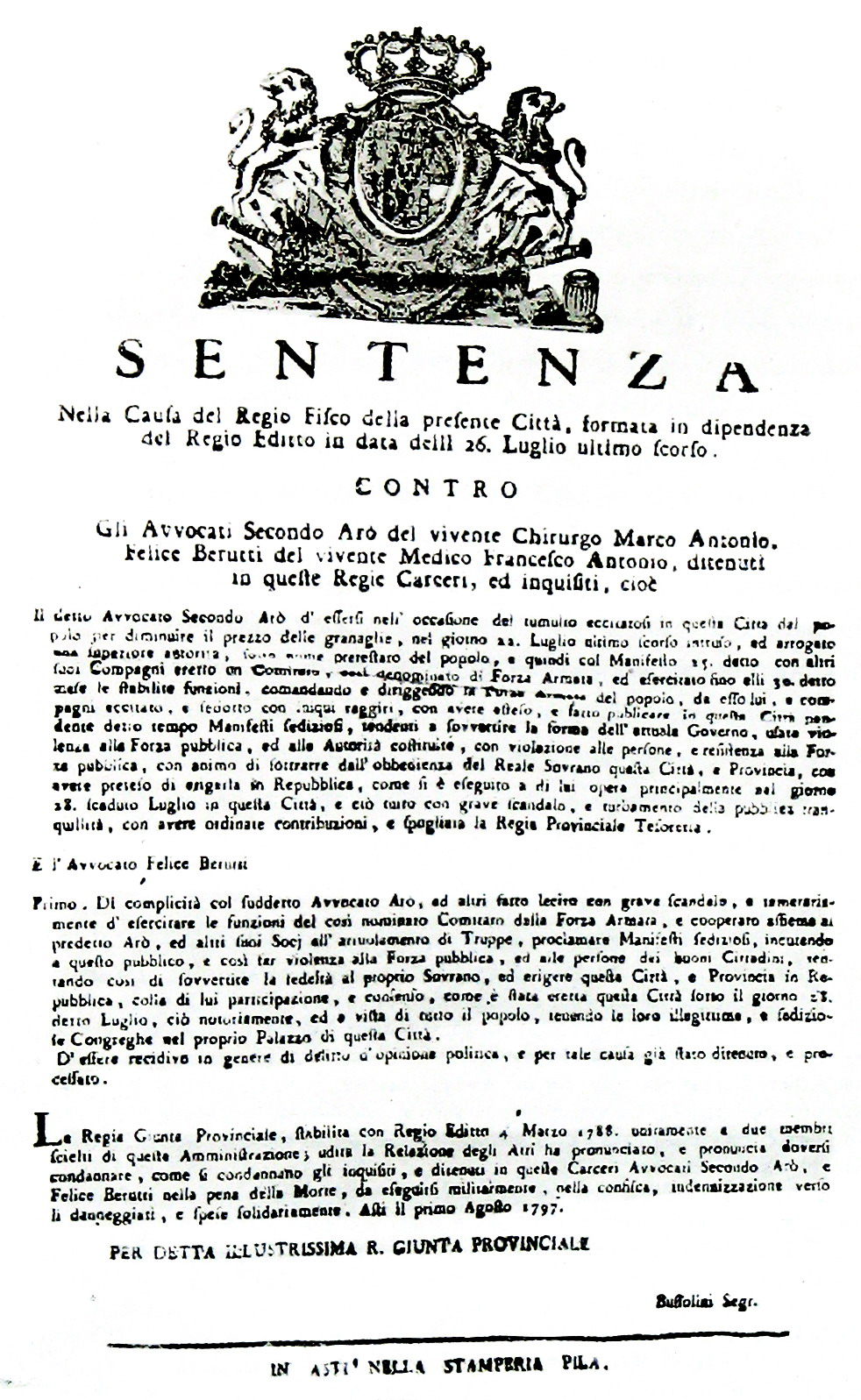
Sentenza di Condanna a morte di Secondo Arò e Felice Berruti

Il marchese Mazzetti di Frinco, visto il precipitare degli eventi e temendo per la propria incolumità, organizzò un gruppo di nobili e controrivoluzionari, aiutati anche da molti contadini della provincia fedeli al re, che mossero alla volta della città.
I repubblicani, presi dalla paura e dallo sconforto si diedero alcuni alla fuga e gli altri furono catturati e arrestati.
L'Arò, praticamente abbandonato da tutti, attese alla scrivania del palazzo municipale l'arrivo dei controrivoluzionari.
Il 30 luglio il potere regio era definitivamente restaurato e la nuova Giunta provinciale si riunì subito per i provvedimenti penali.
Secondo Arò e Felice Berruti furono giustiziati il 2 agosto sulla piazza d'armi ed i loro corpi rimasero esposti per tutto il giorno a monito per la popolazione.
Il 3 agosto fu la volta di Gioachino Testa e di Giovanni Secondo Berruti.
Tra il 1º agosto e il 12 ottobre, con sommari processi, la Giunta Provinciale pronunciò diciassette condanne a morte mediante fucilazione.
Dalle carte compilate dal Governo provvisorio della città di Asti del dicembre 1798 - giugno 1799, emerse, nella relazione per il Consiglio supremo di Stato, che nella provincia di Asti, su una popolazione di 110.623 abitanti, gli accusati di giacobinismo furono 267, di cui 37 erano uomini di legge.
Così come il governo francese si era disinteressato un anno prima della Repubblica di Alba, lasciò che l'epopea astigiana naufragasse. In quel periodo Napoleone non aveva nessun interesse a destituire il governo sabaudo, che ridotto allo strenuo non poteva creare problemi.
Al contrario, una forte componente giacobina nel Piemonte meridionale, avrebbe creato non pochi "grattacapi" ai francesi che avrebbero dovuto controllarla direttamente, inoltre avanzava sempre più palesemente l'ostilità del governo di Parigi verso i giacobini italiani sempre più votati verso un governo indipendente.
La controrivoluzione guidata dai contadini fedeli alla chiesa ed al re si scatenò anche a causa delle razzie che l'armata francese compì nelle campagne piemontesi. La popolazione identificò in questi nuovi governi il nemico transalpino che con il pretesto della libertà, aveva portato solo morte e distruzione.
| Giorno     | Condannato                                                                  |
| ---------- | --------------------------------------------------------------------------- |
| 2 agosto   | Secondo Arò, Felice Berruti                                                 |
| 3 agosto   | Gioachino Testa, Giovanni Secondo Berruti                                   |
| 5 agosto   | Giovanni Ratto, Giovanni Manzo                                              |
| 9 agosto   | Giovanni Battista Testa, Giuseppe Maria Trinchero, Francesco Chiomba        |
| 12 agosto  | Celotto Giovanni Battista detto il "Turco", Domenico Rivella, Gaspare Raspi |
| 17 agosto  | Luigi Cavione,                                                              |
| 23 agosto  | Giuseppe Merlone, Pietro Giacomo Valle                                      |
| 12 ottobre | Giuseppe Alessio Dacanale, Giuseppe Valentino                               |

## Governatori di Asti e comandanti del Castelvecchio tra il 1792 e il 1798
Nel XVIII secolo, i governatori della città di Asti non furono quasi mai stanziali dato che erano esentati dall'obbligo di residenza.
A sostituirli furono quasi sempre i loro immediati subordinati trasferiti con una certa frequenza nelle varie piazzeforti.

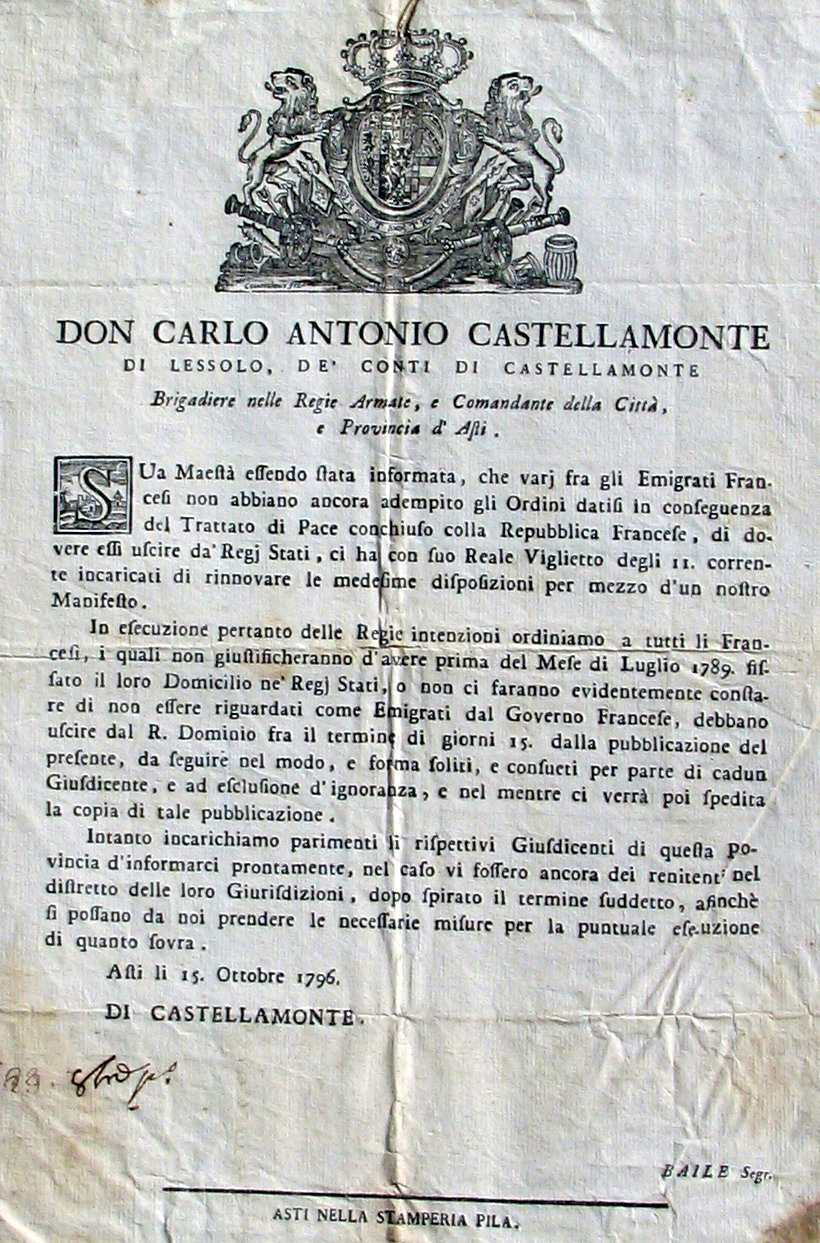
Editto di Carlo Castellamonte Comandante di Asti del 1796 che, in seguito agli accordi di Parigi ordina a tutti i fuoriusciti borbonici francesi che alloggiavano in città di lasciare i dominii sabaudi

| Anno      | Governatore                    | Comandante in seconda    | Comandante del Castelvecchio  |
| --------- | ------------------------------ | ------------------------ | ----------------------------- |
| 1792      | Carlo Thaon di Sant'Andrea     |                          | Antonio Lanzavecchia di Burio |
| 1793 1794 | Carlo Antonio di Castellamonte |                          | Antonio Lanzavecchia di Burio |
| 1795 1796 | Carlo Antonio di Castellamonte | Ignazio Nomis di Pollone | Antonio Lanzavecchia di Burio |
| 1797      | Francesco Signoris di Buronzo  |                          | Antonio Lanzavecchia di Burio |
| 1797      | Ignazio Thaon di Revel         |                          | Antonio Lanzavecchia di Burio |
| 1798      | De Fontanien                   |                          | Angelo Niccolò Oreglia        |
| 1798      | Cesare Ceva di Lesegno         |                          | Angelo Niccolò Oreglia        |

### Fonti primarie
- Stefano Giuseppe Incisa, Relazione veridica della rivoluzione, repubblica e controrivoluzione astese seguite l'anno 1797, 22 luglio e terminate il 30 d° mese, allegato al Giornale di Asti (1776 - 1819)
- Grandi C.L., Repubblica di Asti nel 1797. Relazione dei fatti. Asti 1851
- Pietro Giovanni Boatterio, Diario astese

### Fonti secondarie
- Quando San Secondo diventò giacobino. Asti e la Repubblica del luglio 1797, a cura di Giuseppe Ricuperati, Torino, Ed. dell'Orso, 1999 ISBN 88-7694-412-5
- G. Barbero, prefazione de La Repubblica Astigiana del 1797 di Carlo L. Grandi, Asti, Quaderni de Il Cittadino, 1970
- A. Bianco, Asti ai tempi della rivoluzione, Asti, Ed. CRA, 1960
- Giuseppe Crosa, Asti nel sette-ottocento, Cavallermaggiore, Gribaudo Editore, 1993
- Nicola Gabiani, Asti nei principali suoi ricordi storici vol 1, 2,3. Tip. Vinassa, 1927-1934
- S. Grassi, Storia della Città di Asti vol I, II, Atesa ed., 1987
- M. Ruggiero, Briganti del Piemonte Napoleonico, Le Bouquiniste, 1968
- L. Vergano, Storia di Asti Vol. 1,2,3, Asti, Tip. S. Giuseppe, 1953, 1957